# Арт на Мур
Галерея Арт на Мур — це мистецько-просвітницький простір у фортечній галереї "Бастіон", що розташований у центральній частині м. Івано-Франківськ (Фортечний провулок, 1). 

## Історія галереї "Арт на Мур"
24 серпня 2012 року в Івано-Франківську з метою розвитку сучасного мистецтва було відкрито художню галерею “Арт на Мур”. Вона розташована у “Бастіоні”, історичній центральній частині міста на місці колишньої фортеці 1662 року. Основною метою галереї є популяризація творчості оригінальних за думкою і способом вислову особистостей.
За час існування галереї “Арт на Мур” ознайомлено  з якісною мистецькою діяльністю міста, а також з творчістю митців з інших міст України та світу. Основний акцент "Арт на Мур" полягає в поєднанні візуальної частини та теоретичної інформації для цілісного погляду на мистецьку діяльність в цілому.
Одним з критеріїв діяльності галереї це – експеримент, який є одним із факторів новизни. Це спроба викликати реакцію й не залишити байдужим. В експонуванні та роботах автори використовують епатаж як відхід від традиційності на користь руйнування стереотипів і законсервованості у соціумі і, як наслідок, – прогресувати. 

## Користувачі галереї
Культурно-мистецьке життя Івано-Франківська умовно можна поділити на певні категорії користувачів:
1. Національна спілка художників, що водночас є представником офіційного мистецтва;
2. представники “Станіславського феномену”, які своєю мистецькою діяльністю окреслюють постмодерний період у мистецтві і тому презентують актуальне мистецтво в місті Івано-Франківськ;
3. молоді професійні художники, які маючи мистецьку освіту або працюють за межами Івано-Франківська або займаються активним пошуком власної ніші в культурно-мистецькому житті;
4. аматори, у яких відсутня професійна художня освіта, проте присутній творчий імпульс, що дає можливість реалізовувати задуми. Сюди ж можемо включити і діяльність народних майстрів.

## Експозиції
Експозиція галереї змінюється кожні два-три тижні і, у підсумку, впродовж року тут відбувається близько 25 персональних та групових концептуальних виставок і проєктів. Першим проєктом, з якого галерея розпочала свою роботу була колективна виставка живопису, графіки, скульптури, фотографії та витинанки “АртБастіон”. Її представили відомі художники: А. Звіжинський, М. Яремак, Р. Котерлін, Ю. Іздрик, І. Перекліта, В. Мулик, Я. Яновський, О. Фурдіяк та М. Король, які своєю творчістю здійснили “прорив” у сфері візуального мистецтва Івано-Франківська на початку 90-х рр. ХХ ст. Кураторами проєкту виступили А. Звіжинський та М. Яремак. Виставка продемонструвала головні тенденції у мистецтві кінця ХХ – початку ХХІ ст. та підсумувала пройдений авторський шлях за минулі двадцять років.
З 2012 року мешканці та гості міста мали нагоду побачити в “Арт на Мурі” виставки: живопис − В. Андрушко, Ю. Боринець, П. Буяк, С. Григорян, П. Грицюк, Б. Губаль, М. Джичка, А. Єфіменко, О. Костів, Р. Котерлін, В. Красьоха, В. Мулик, В. Найденова, Е. Ніконоров, Ю. Писар, В. Прокопишин, С. Семанів, М. Стецик, Я. Стецик, В. Федоряк, С. Хміль; графіка − О. Бейлах, Ю. Дегтярьов С. Повшик, О.Чуйко, М. Яремак; скульптура − Д. і Т. Пилипонюки, І. Ярошенко; плакат − М. Шкварок; фотографія: М. Джичка, Ю. Гомеляк, Т. Єфтимовська, Ю. Яковина; ювелірне мистецтво − В. Бажалук. Групові проєкти: “Асамбляж колаж ІФ”, щорічна виставка абстрактного мистецтва, “Нас сім”, “Портрет і натура ХХІ ст.”, міжнародна виставка ковальського мистецтва - "Свято ковалів".
З інших міст України та світу: живопис – Б. Гуко (Кононенко), М. Денисенко, В. Равлюк (м. Київ), П. Ряска (м. Ужгород), Г. Делієв (м. Одеса), Івоне Гох (Німеччина), Джон Стокс (Ірландія), М. Іванюта, С. Ковтун, О. Кравченко, У. Нищук, О. Смага, Н. Русецька; графіка – П. Дмитерко, В. Кауфман, Д. Мовчан, Г. Хорунжа, Д. Шиманський; скульптура – Б. Кухарський, Т. Попович; колаж – Гриця Ерде; ткацтво – Я. Ткачук; кераміка – В. Боднарчук, М. Вахняк (м. Львів).
Періодично в “Арт на мур” відбуваються поетичні читання, лекції та презентації книг письменників з України та світу – Жака Жаб’є, Сергія Жадана, Богдана Задури, Владислава Івченка, Андрія Любки, Тетяни П’янкової, Богдана Томенчука. Зокрема, з 2013 року тут періодично проходять майстер-класи з живопису та рисунку, ліплення з глини, розпису на склі, декупажу, валяння з вовни, виготовлення картин з насіння і круп, декорування та розпис імбирних пряників тощо.
Таким чином, залучаємо широку аудиторію, адже це популярне місце серед містян та гостей Івано-Франківська, завжди відкрите для людей.
Потреба творити у митця безперервна і потреба глядача в мистецтв

## 2020
21 січня - 11 лютого 2020 р. - "Забуті сни", виставка творів  Олега Гроссу у стилі "steampunk" 
12 лютого - 2 березня 2020 р. - "Адаптер реальності", виставка живопису Сергія Захарова

## 2019
10 січня - 6 лютого 2019 р. - щорічна колективна виставка абстрактного мистецтва
7 лютого - 25 лютого 2019 р. - "Інсталяція", спільний проєкт івано-франківських митців
26 лютого - 16 березня 2019 р. - "Гаракі", мистецький проєкт Ярослава Яновського
17 березня - 3 квітня 2019 р. - "Пробудження", виставка живопису Лілії Студницької
4 квітня - 12 квітня 2019 р. - "Маленькі безлади світу", фотовиставка Аделін Кель
13 квітня - 30 квітня 2019 р. - "ОбразА", виставка живопису Едуарда Ніконорова
3 травня - 16 травня 2019 р. - "Зникаючі ріки", творчий проєкт Валер'яна Федоряка
17 травня - 10 червня 2019  р. - "Innerurban", виставка живопису Олени Якимової
11 червня - 8 липня 2019 р. - "Цінність мистецтва", спільний творчий проєкт
9 липня - 25 липня 2019 р. - "Portraits #", виставка живопису Зоряна Суша
26 липня - 28 серпня 2019 р. - "Містерія", творчий проєкт Руслана Підсудієвського
29 серпня -  16 вересня 2019 р. - "Серпень", виставка живопису Ігоря Панчишина
17 вересня - 3 жовтня 2019 р. - "Архаїка-символи", виставка колекції авторських прикрас
4 жовтня - 24 жовтня 2019 р. - "Між снігом і вогнем", виставка графіки Андрія Скітьова
25 жовтня - 16 листопада 2019 р. - "Покрови", творчий проєкт Катерини Ганейчук
17 листопада - 21 листопада 2019 р. - "Ти - мистецтво",  виставка графіки Володимира Прокопишина
22 листопада - 7 грудня 2019 р. - "Kairos", творчий проєкт Миколи Джички
8 грудня - 23 грудня 2019 р. - "12 каменів саду гендзюцу", виставка живопису Валер'яна Федоряка
24 грудня - 20 січня 2019/2020 р. - "Ракурси істини", виставка сучасного сакрального живопису Дмитра Гордіци

## 2018
10 січня - 6 лютого 2018 р. - щорічна колективна виставка абстрактного мистецтва
7 лютого -  26 лютого 2018 р. - "Міра", виставка сучасного іконопису Олеся Базюка  та Наталії Русецької 
27 лютого - 18 березня 2018 р. - "Голоva", проєкт Людмили Давиденко
20 березня - 10 квітня 2018 р. - "Forte", виставка живопису Юрія Писаря
11 квітня - 9 травня 2018 р. - "SACRALльне", виставка акварелей Тетяни Павлик
10 травня - 21 травня 2018 р. - щорічна Міжнародна виставка ковальського мистецтва, Свято ковалів
22 травня - 13 червня 2018 р. - "Океан неба", мистецький проєкт Андрія Шнайдера
14 червня - 4 липня 2018 р. -  мистецький проєкт (живопис, кераміка) Маріанни Вахняк
5 липня - 21 липня 2018 р. - "Пейзаж", виставка живопису Ігоря Мельника
22 липня - 14 серпня 2018 р. - "Візії простору", виставка живопису Миколи Кочержука
15 серпня - 3 вересня 2018 р. - "Огранена", мистецький проєкт В. Прокопишина, В. Демківа, І. Попойлика
4 вересня - 21 вересня 2018 р. - "Силуети", виставка кераміки Степана Андрусіва
22 вересня - 7 жовтня 2018 р. - "Botanicum", виставка живопису Гліба Франка
11 жовтня - 7 листопада 2018 р. - "Портрет та натура", колективна виставка
10 листопада - 26 листопада 2018 р. - "Абстрактний цинізм", мистецький проєкт Миколи Джички
27 листопада - 17 грудня 2018 р. - "Проекції", виставка живопису Василя Стефанишина
18 грудня - 10 січня 2018/2019 рр. - "Цяцьки", творчий проєкт Володимира Лободи

## 2017
12 січня - 2 лютого 2017 р. - щорічна колективна виставка абстрактного мистецтва
3 лютого - 18 лютого 2017 р. - "Про нас", виставка графіки Павла Дмитерка 
19 лютого - 2 березня 2017 р. - "На гранях суперечностей", виставка живопису та слова Петра Грицюка
3 березня - 17 березня 2017 р. - "Папір. Графіт. Профіт", арт-акція Мирослава Яремака
18 березня - 3 квітня 2017 р. - "Теплобачення", виставка живопису Василя Равлюка
4 квітня - 18 квітня 2017 р. - "Портрет та натура ХХІ ст.", колективна виставка-конкурс
19 квітня - 4 травня 2017 р. - "Swiati", виставка сучасного іконопису Уляни Нищук
5 травня - 19 травня 2017 р. - щорічна Міжнародна виставка ковальського мистецтва, Свято ковалів
20 травня - 10 червня 2017 р. - "На папері", виставка графіки Данила Мовчана
13 червня - 4 липня 2017 р. - "Закутки", виставка живопису Андрія Єфіменка
5 липня - 25 липня 2017 р. - "Тінь", виставка живопису Соломії Ковтун
26 липня - 17 серпня 2017 р. - "Тотем", виставка живопису Ігоря Мельника
18 серпня - 1 вересня 2017 р. - "Маки", проєкт "Творчої криївки", живопис воїнів АТО
2 вересня - 18 вересня 2017 р. - "Відлуння", виставка живопису Любомира Медвідя
19 вересня - 6 жовтня 2017 р. - фотовиставка Володимира Конєва
7 жовтня - 28 жовтня 2017 р. - "Любофф брутальна", виставка живопису Едуарда Ніконорова
31 жовтня - 16 листопада 2017 р. - "Експансія", фотопроєкт Ольги Кукуш
17 листопада - 1 грудня 2017 р. - "17", спільний проєкт Миколи Джички та Юрія Боринця
2 грудня - 20 грудня 2017 р. - "Гуцульський космос", виставка живопису Валерія Федоряка
21 грудня - 9 січня 2017 р. - "Привіт, Ісус", колективна різдвяна виставка

## 2016
10 січня - 2 лютого 2016 р. - щорічна колективна виставка абстрактного мистецтва
3 лютого - 16 лютого 2016 р. - виставка кінетичної скульптури Ігоря Ярошенка
20 лютого - 9 березня 2016 р. - "Траєкторія", проєкт Богдана Кухарського
10 березня - 19 березня 2016 р. - "Неофольк", виставка-презентація дизайн-проєкту Оксани Бейлах та Світлани Повшик
20 березня - 5 квітня 2016 р. - "Присутність речі", виставка живопису Світлани Хміль
6 квітня - 19 квітня 2016 р. - виставка графіки й сакрального живопису Галини Хорунжої та Марії Іванюти
20 травня - 10 червня 2016 р. - "На воді", спільний проєкт Ярослави Ткачук та Ольги Кравченко
11 червня - 22 червня 2016 р. - "Сила лева", виставка графіки та живопису Георгія Делієва
23 червня - 8 липня 2016 р. - "Immanuel", виставка сучасного іконопису Олени Смаги
9 липня - 2 серпня 2016 р. - "Abstract mixology", виставка живопису Максима Денисенка
3 серпня - 24 серпня 2016 р. - "Слово", творчий проєкт Яреми Стецика
25 серпня - 31 серпня 2016 р. - "Воїни малюють мир", виставка живопису воїнів АТО
2 вересня -  19 вересня 2016 р. - "NOW", виставка живопису й кераміки Маріанни Вахняк
20 вересня - 1 жовтня 2016 р. - "Сповідь", виставка живопису Володимира Прокопишина
2 жовтня - 10 жовтня 2016 р. - "Право жити без болю", фотовиставка Русі Асєєвої
11 жовтня - 24 жовтня 2016 р. - "Антитрофей 0,5", проєкт Сергія Григоряна та Юрія Боринця 
16 грудня 2016 - 11 січня 2017 рр. - "О дивний новий світ", фотопроєкт Юлії Гомеляк  

## 2015
13 січня - 24 січня 2015 р. - "Від майдану до війни", фотовиставка Віктора Гурняка
25 січня - 20 лютого 2015 р. - щорічна колективна виставка абстрактного мистецтва
21 лютого - 17 березня 2015 р. -  "Один день", мистецький проєкт Беати Корн, Віктора Мельничука
18 березня - 30 березня 2015 р. - "Люстрація", проєкт Юрія Бакая 
1 квітня - 15 квітня 2015 р. - "АСАМБЛЯЖ КОЛАЖ ІФ", арт-проєкт Мирослава Яремака
25 квітня - 6 травня 2015 р. - фотовиставка, присвячена 5-й річниці трагедії під Смоленськом
7 травня - 19 травня 2015 р. - "Орнаментальне ковальство", щорічна виставка ковальського мистецтва
20 травня - 4 червня 2015 р. - "Кінематограф. Візії. Час", виставка люмінографії Юліана Яковини
6 червня - 21 червня 2015 р. - "До витоків", виставка керамічних панно Василя Боднарчука
22 червня - 1 липня 2015 р. - виставка живопису воїнів АТО
1 липня - 15 липня 2015 р. - "Емоції в формі та кольорі", проєкт Лілії Тептяєвої
16 липня - 6 серпня 2015 р. - "Астероїди", виставка графіки Андрія Єфіменка
7 серпня - 9 серпня 2015 р. - "Пригоди п. Потоцького у Станиславові", виставка живопису Петра Буяка
11 серпня - 28 серпня 2015 р. - "Доза", виставка графіки Дениса Шиманського
29 серпня - 11 вересня 2015 р. - "L-SERIES", виставка скульптури Тараса Поповича
11 вересня - 20 вересня 2015 р. - "Ти - мистецтво", виставка "діючого мистецтва" Володимира Прокопишина
23 вересня - 9 жовтня 2015 р. - "Сім образів ніжності", виставка графіки Олега Чуйка
10 жовтня - 22 жовтня 2015 р. - "Магії краплі на чорному тлі", виставка живопису Івоне Гох
23 жовтня - 25 жовтня 2015 р. - "Віддзеркалення", мистецький проєкт Юрія Дегтярьова
25 жовтня - 20 листопада 2015 р. - проєкт-премія Мирослава Яремака
21 листопада - 27 листопада 2015 р. - "Імунітет для творчості", виставка живопису Миколи Джички
28 листопада - 1 грудня 2015 р. - "7 життів жінки", творчий проєкт Ольги Горбачової
2 грудня - 14 грудня 2015 р. - "Непрочитані листи почуттів", виставка акварельного живопису Валер'яна Федоряка
15 грудня - 17 грудня 2015 р. - творча реабілітація воїнів АТО
18 грудня 2015 - 10 січня 2016 рр. - "Ворожіння на кавовій гущі", спільний проєкт Оксани Бейлах та Світлани Повшик

## 2014
22 січня - 20 лютого 2014 р. - щорічна колективна виставка абстрактного мистецтва
21 лютого - 24 лютого 2014 р. - "Звуки і букви",  перформанс Юрія Боринця
25 лютого - 11 березня 2014 р. - виставка живопису Юрія Писаря
12 березня - 26 березня 2014 р. - "365 градусів радості", виставка плакатів Миколи Шкварка
27 березня - 9 квітня 2014 р. - "Світу мир", виставка живопису Світлани Семанів
10 квітня - 29 квітня 2014 р. - "Джоконда. Навколо", виставка живопису Едуарда Ніконорова
30 квітня - 2 червня 2014 р. - "Домашній перегляд", виставка живопису, фотографій, об'єктів Ростислава Котерліна
3 червня - 20 червня 2014 р. - "Містика гуцульських зґардів", виставка виробів Всеволода Бажалука
21 червня - 10 липня 2014 р. - "Про що говорять руки", виставка скульптури Дмитра й Тараса Пилипонюків
11 липня - 24 липня 2014 р. - виставка портретів Володимира Прокопишина
25 липня - 30 липня 2014 р. - "Горизонт залишається чистим", проєкт Дмитра Куровського
1 серпня - 19 серпня 2014 р. - "Відчуття раю", виставка живопису Яреми Стецика
20 серпня - 14 вересня 2014 р. - "Світ дерева або фан-фан", виставка живопису Бориса Кононенка (Бориса Гуко)
15 вересня - 9 жовтня 2014 р. - "Ліза і монгол", проєкт Юрія Боринця
10 жовтня - 24 жовтня 2014 р. - "Спогади", виставка живопису Василя Красьохи
25 жовтня - 4 листопада 2014 р. - "Мертві квіти", виставка колажів Гриці Ерде
5 листопада - 16 листопада 2014 р. - "То було ше тогди", виставка-інсталяція Петра Буяка
17 листопада - 9 грудня 2014 р. - "Весняно-польові роботи 2014", перформанс Сергія Григоряна та Миколи Джички

## 2013
13 березня - 23 березня 2013 р. — виставка фотографії й графічного дизайну Тетяни Єфтимовської